# Руські Піски
Руські Піски (пол. Ruskie Piaski, Руське-Пяскі) — село в Польщі, у гміні Неліш Замойського повіту Люблінського воєводства. Населення — 425 осіб (2011).

## Історія
1619 року вперше згадується церква східного обряду в селі.
У 1975-1998 роках село належало до Замойського воєводства.

## Населення
Демографічна структура станом на 31 березня 2011 року:
|          | Загалом | Допрацездатний вік | Працездатний вік | Постпрацездатний вік |
| -------- | ------- | ------------------ | ---------------- | -------------------- |
| Чоловіки | 176     | 28                 | 128              | 20                   |
| Жінки    | 249     | 27                 | 136              | 86                   |
| Разом    | 425     | 55                 | 264              | 106                  |